# Arroyo del Arbolito
Der Arroyo del Arbolito ist ein Fluss in Uruguay.
Er entspringt auf dem Gebiet des Departamento Artigas in der Cuchilla de Belén. Von dort verläuft er in südliche Richtung, überquert die Grenze zum Nachbardepartamento Salto und mündet dort schließlich beim Paso del Buey Negro östlich von Termas del Arapey als rechtsseitiger Nebenfluss in den Río Arapey Chico.